# Cruz Azul Hidalgo
O Club Deportivo y Social Cruz Azul (Hidalgo), também conhecido como Cruz Azul Hidalgo, é um clube de Futebol mexicano localizado na Cidade Corporativa de Cruz Azul, em Hidalgo. A equipe é a filial mais bem-sucedida e também única profissional do tradicional Cruz Azul e da empresa de mesmo nome, que também conta com outras filiais pelo país. Além do próprio Hidalgo, há o Jasso, o Dublan, o Xochimilco, e o Lagunas, todas sem a intenção de se profissionalizar, mas sim integrar a torcida Azulista de todo país e formar jogadores e promessas do time.

## História
Começou na Tercera División mexicana, que corresponde à Quarta Divisão. Depois de algumas temporadas, foi subindo de divisões até atingir seu auge e posição atual, a Liga de Ascenso Mexicana (Segunda Divisão). Seu nome chegou a ser alterado para Central Industria e Cruz Azul Oaxaca, mas voltou a ser Cruz Azul Hidalgo.

### Últimas Campanhas
- 2006-2007: Liga de Ascenso (6° Colocado)
- 2007-2008: Liga de Ascenso (14º Colocado)
- 2008-2009: Segunda División (7° Colocado)
- 2009-2010: Segunda División (2° Colocado)
- 2010-2011: Liga de Ascenso (7° Colocado)

### Títulos
- Segunda División de Mexico (1):1994-1995

### Jogadores Históricos
- Alberto Rodríguez
- Héctor Altamirano
- Melvin Brown

## Estádio
Fundada em 1950, antes mesmo do próprio clube, a casa do Hidalgo é o Estadio 10 de Diciembre, popularmente nomeado como "El Industrial". Tem capacidade para 17.000 pessoas e é considerado um dos estádios mais modernos do México. Fica em Jasso, próximo a Cidade Corporativa de Cruz Azul (Centro Industrial da Empresa), em Hidalgo. Porta também um pequeno Centro de Treinamento, muito usado na pré-temporada de verão pelo Cruz Azul.